# Рогоза Юрій Маркович
Ю́рій Ма́ркович Рогоза́ (2 травня 1962, Київ) — український літератор.

## Біографія
Закінчив Київський інститут іноземних мов. В інституті брав участь у роботі студентського театру.
1981 року написав свої перші твори. Пише пісні для популярних виконавців СНД. Лауреат всесоюзних конкурсів «Пісня року» у 1988—1992 роках. Нагороджений двома дипломами української «Пісні року».
Автор мюзиклів
- «Зойкина квартира»,
- «Любовь — книга золотая»,
- «Собор Парижской Богоматери»,
- «Сотворение мира».

Автор сценаріїв фільмів
- «Америкен бой» (1992),[2]
- «Репортаж»,
- «Выкуп» та ін.

Автор сценаріїв серіалів
- «День рождения Буржуя»
- «Тринадцатый этаж»,
- «Любовь.ru».

Автор романів
Українською
- «Невиконане замовлення» (2007) — Рогозі приписують авторство книги про Юлію Тимошенко.[3][4]

Російською
- Америкен бой. Выкуп (1995)
- Високосные города (200)
- День рождения Буржуя (2000)
- День рождения Буржуя-2 (2001)
- Любовь.ru (2001)
- Дух земли (2003)
- Убити Юлю (2006)
- Убити Юлю-2 (2007)[5]
- Маленькая Лиза (2010)
- Музыка для богатых (2014)

Автор слів пісень:
- «Свічка» (музика О. Злотника)
- «Нам бути! (Гамлет)» (музика А. Шустя)
- «Приворожи» (музика А. Шустя)
- «Чорна кава» (музика О. Злотника)

та інших
Володіє англійською й французькою мовами.